# Романов Микита Олександрович
Романов Микита Олександрович (17 січня [ст. ст. 4 січня] 1900 — 12 вересня 1974) — третій син і четверта дитина великого князя російського Олександра Михайловича та великої княгині російської Ксенії Олександрівни. Він був племінником російського царя Миколи II.
Народжений в імперській Росії під час правління свого дядька, князь Микита уникнув долі багатьох своїх родичів, яких убили більшовики. Він покинув Росію в квітні 1919 року, у віці дев'ятнадцяти років. У 1922 році одружився з графинею Марією Воронцовою-Дашковою . У пари було двоє дітей.

## Російський князь
Князь Микита Олександрович народився в Санкт-Петербурзі в палаці своїх батьків на вулиці Мойка, 106. Він був сином великого князя російського Олександра Михайловича та великої княгині російської Ксенії Олександрівни. Через свою матір він був онуком російського царя Олександра III та його дружини, російської цариці Марії Федорівни (уроджена принцеса Дагмар Датська).
Своє дитинство і юність князь Микита провів у розкоші за правління свого дядька, царя Миколи II. Він також подорожував з батьками Європою. Улюбленим місцем був Ай-Тодор, маєток його батька, розташований у Криму на березі Чорного моря. Саме там князь Микита та його найближчі родичі знайшли притулок від заворушень у колишній столиці імперії після падіння монархії в Росії в лютому 1917 року. Деякий час вони жили там спокійно. Їхнє становище погіршилося після приходу до влади більшовиків.
Князь Микита на деякий час перебував під домашнім арештом разом з батьками та іншими членами родини Романових у Криму. 11 квітня 1919 року він покинув Росію за допомогою своєї двоюрідної тітки, королеви Великої Британії Олександри (колишньої принцеси Олександри Данської), сестри вдовуючої цариці Марії. Король Георг V відправив британський військовий корабель «Мальборо», який доставив сім'ю князя Микиту та інших членів династії Романових на чолі з царицею-вдовою Марією Федорівною з Криму через Чорне море на Мальту, а потім до Англії.

## Вигнання
У перші роки свого вигнання, князь Микита жив у Парижі в будинку своєї сестри російської княгині Ірини Олександрівни. Пізніше він переїхав до Англії, де закінчив Оксфордський університет. У студентські роки князь Микита був президентом Російського клубу Оксфордського університету.
Князь Микита Олександрович одружився на подрузі дитинства: графині Марії Воронцовій-Дашковій (13 лютого 1903 року в Царському Селі, Росія — 15 червня 1997 року в Каннах, Франція) у Парижі, Франція. Добре відома білій еміграції своєю елегантністю та витонченістю, княгиня була дочкою графа Іларіона Воронцова Іларіоновича-Дашкова та його першої дружини Ірини, уродженої Наришкіної. Марія була прямим нащадком кількох російських дворянських родин, у тому числі Долгорукових, Наришкіних і Шувалових. Весілля відбулося 19 лютого 1922 року в Парижі. У пари народилося двоє синів:
- Князь Микита Романов (13 травня 1923 року в Лондоні, Англія — 3 травня 2007 року в Нью-Йорку)
- Князь Олександр Романов (4 листопада 1929 р., Париж, Франція — 21 вересня 2002 р., Лондон, Англія).

На початку 1920-х років у Парижі княгиня разом зі своїм чоловіком допомагала створювати колекцію для компанії IRFE, що належала князю Феліксу Юсупову та його дружині княгині Ірині Олександрівні, сестрі Микити. Після народження молодшого сина князь Микита перевіз свою родину з Парижа до Англії, де жила його мати, велика княгиня Ксенія Олександрівна.
В еміграції Микита Олександрович був активним учасником монархічного руху. Він був членом найстарішої монархічної організації — Вищої монархічної ради. Особливо він брав участь у 1920-1930-х роках.
На момент початку Другої світової війни князь Микита з родиною жив у Парижі. Не маючи можливості повернутися до Лондона, вони переїхали до Риму, а згодом до Чехословаччини. Коли Червона армія наступала на Східному фронті, боячись опинитися на радянсько-окупованій території, родина повернулася до Парижа. Коли війна закінчилася, вони емігрували до Сполучених Штатів у 1946 році й оселилися в Монтереї, Каліфорнія, де в армійських частинах князь Микита Олександрович викладав російську мову. Пізніше він переїхав до Нью-Йорка, працював у банках та офісах. У 1969 році князь Микита Олександрович публічно відкинув претензії великого князя Володимира Кириловича на великокнязівський статус.
За все життя князь Микита Олександрович не прийняв жодного громадянства, він вирішив залишити тільки російське. На початку 1970-х років князь Микита Олександрович з дружиною повернувся до Франції. Помер 1974 року в Каннах. Він хотів бути похованим в Ай-Тодорі в Криму, але був похований в Рокбрюн-Кап-Мартен, поруч з батьками.